# Artemisia hedinii
Artemisia hedinii là một loài thực vật có hoa trong họ Cúc. Loài này được Ostenf. mô tả khoa học đầu tiên năm 1922.